# ルビーズ銃乱射事件
ルビーズ銃乱射事件（ルビーズじゅうらんしゃじけん、Luby's shooting）は1991年10月16日にアメリカ合衆国・テキサス州キリーンのレストランで発生した銃乱射事件。
元船員だったジョージ・ヘナード (George Hennard) が自身のピックアップトラックでイースト・セントラル・テキサス・エクスプレスウェイ1705番地にあったルビーズ・カフェテリアのガラス窓を突き破り43人を撃った後、駆けつけた警察官と銃撃戦となり、トイレに隠れた後銃で自殺した。ヘナードは予てから女性嫌悪・女性蔑視の持ち主だったと指摘され、少し前にそれが原因となって解雇処分を受けていた。このためヘナードは女性を狙って射殺しており、犠牲者の多くが女性だった。
この事件は当時アメリカ合衆国で最悪の銃乱射事件であり、現在ではラスベガス・ストリップ銃乱射事件、オーランド銃乱射事件、バージニア工科大学銃乱射事件、サンディフック小学校銃乱射事件に次いで死者数が多い銃乱射事件である。スクールシューティングを除けば、フロリダ銃乱射事件が発生するまでアメリカ合衆国で最悪の銃乱射事件であった。